# Cultösaurus Erectus
| Recensione                        | Giudizio        |
| --------------------------------- | --------------- |
| AllMusic                          | [ 1 ]           |
| The New Rolling Stone Album Guide | [ 2 ]           |
| Sputnikmusic                      | 4.0 (Excellent) |
| Piero Scaruffi                    | [ 4 ]           |
| Ondarock                          | [ 5 ]           |
| Dizionario del Pop-Rock           | [ 6 ]           |
| 24.000 dischi                     | [ 7 ]           |

Cultösaurus Erectus è il settimo album discografico in studio della hard rock band statunitense Blue Öyster Cult, pubblicato dalla casa discografica Columbia Records nel giugno del 1980.

## Tracce

### LP
Lato A (AL 36550)
1. Black Blade – 6:30 (Eric Bloom, Michael Moorcock, John Trivers)
2. Monsters – 5:14 (Albert Bouchard, Caryn Bouchard)
3. Divine Wind – 5:06 (Donald Roeser)
4. Deadline – 4:28 (Donald Roeser)

Lato B (BL 36550)
1. The Marshall Plan – 5:24 (Blue Öyster Cult)
2. Hungry Boys – 3:38 (Albert Bouchard, Caryn Bouchard)
3. Fallen Angel – 3:12 (Joe Bouchard, Helen Robbins)
4. Lips in the Hills – 4:24 (Donald Roeser, Eric Bloom, Richard Meltzer)
5. Unknown Tongue – 3:58 (Albert Bouchard, David Roter)

## Formazione
- Eric Bloom - chitarra, tastiere, voce
- Donald (Buck Dharma) Roeser - chitarre, basso, tastiere, voce
- Allen Lanier - chitarra, tastiere
- Joe Bouchard - basso, voce
- Albert Bouchard - batteria, voce

Musicisti aggiunti
- Mark Rivera - sassofono (brano: Monsters)

Note aggiuntive
- Martin Birch - produttore
- Blue Öyster Cult - arrangiamenti
- Registrazioni e mixaggi effettuati al Kingdom Sound di Long Island, New York (Stati Uniti)
- Martin Birch - ingegnere delle registrazioni
- Clay Hutchinson - secondo ingegnere delle registrazioni
- Richard Clifton-Dey - dipinto coprtina frontale album originale
- Fotografie retrocopertina e interno copertina album originale cortesemente concesse dalla The American Museum of Natural History
- Paul Scher - design copertina album originale
- Ringraziamenti speciali a: Tony Cedrone, George Geranios, The Kingdom Sound Staff, Bob See, See Factory Industry, Don Kirshner, Bruce Slayton & Steve Schenck (TCB)[9]

## Classifica
Album
| Anno | Classifica            | Posizione raggiunta |
| ---- | --------------------- | ------------------- |
| 1980 | Billboard 200         | 34                  |
| 1980 | Official Albums Chart | 12                  |